# Свињаревци
Свињаревци су насељено мјесто у општини Богдановци, Република Хрватска.

## Историја
Насеље је у вријеме СФРЈ било у саставу некадашње општине Вуковар.

## Становништво
На попису становништва 2011. године, Свињаревци су имали 386 становника.
| Демографија | Демографија | Демографија |
| Година      | Становника  | Становника  |
| ----------- | ----------- | ----------- |
| 1981.       | 750         |             |
| 1991.       | 765         |             |
| 2001.       | 575         |             |
| 2011.       |             | 386         |

## Попис 1991.
На попису становништва 1991. године, насељено место Свињаревци је имало 765 становника, следећег националног састава:
| Попис 1991.‍  | Попис 1991.‍  | Попис 1991.‍ | Попис 1991.‍ | Попис 1991.‍ |
| ------------ | ------------ | ----------- | ----------- | ----------- |
|              |              |             |             |             |
| Хрвати       | Хрвати       |             | 526         | 68,75%      |
| Срби         | Срби         |             | 183         | 23,92%      |
| Југословени  | Југословени  |             | 25          | 3,26%       |
| Мађари       | Мађари       |             | 2           | 0,26%       |
| Русини       | Русини       |             | 1           | 0,13%       |
| Црногорци    | Црногорци    |             | 1           | 0,13%       |
| остали       | остали       |             | 1           | 0,13%       |
| неопредељени | неопредељени |             | 3           | 0,39%       |
| непознато    | непознато    |             | 23          | 3,00%       |
| укупно: 765  |              |             |             |             |

## Спорт
- НК Младост Свињаревци, фудбалски клуб